# ロバーツ (モニター・初代)
| 画像をアップロード | |
| 艦歴               | |
| 発注               | 1914年11月21日 |
| 起工               | 1914年12月17日 |
| 進水               | 1915年4月15日 |
| 就役               | 1915年5月21日 |
| 退役               | 1919年5月26日 |
| その後             | 1936年9月に売却 |
| 除籍               | |
| 性能諸元           | |
| 排水量             | 6,150トン |
| 全長               | 334.5 ft (102.0 m) |
| 全幅               | 90 ft (27 m) |
| 吃水               | 10.2 ft (3.1 m) |
| 機関               | |
| 最大速             | 6ノット (11 km/h) |
| 乗員               | 198名 |
| 兵装               | 14インチ砲2門、 12ポンド砲2門、 3ポンド対空砲1門、 2ポンド対空砲1門、 14インチ砲2門（1918年増設） 6インチ砲1門（1918年増設） 12ポンド対空砲2門（1918年増設） 3インチ対空砲1門（1918年増設） |

ロバーツ (HMS Roberts) はイギリス海軍のモニター。アバクロンビー級4隻のうちの一隻。

## 艦名
同級4隻は艦名決定前は「M.1」から「M.4」とされ、1915年2月に各艦に南北戦争の指導者にちなんだ艦名がつけられるもアメリカの抗議によって「M.1」から「M.4」に戻され、1915年6月19日にイギリス軍人にちなむ新たな名前が決定された。
この艦は「M.4」、「ストンウォール・ジャクソン (Stonewall Jackson)」、「M.4」、「アール・ロバーツ」となったあと、1915年6月22日に「ロバーツ」に短縮された。「ロバーツ」の名はアール・ロバーツ元帥にちなむ。

## 艦歴
ウォールゼンド・オブ・タインのスワン・ハンター&ウィガム・リチャードソン社で建造。1914年12月17日起工。1915年4月15日進水。同年5月21日に就役し、6月14日竣工。
アバクロンビー級モニターは4隻ともガリポリの戦いへの投入が決まり、「ロバーツ」は1915年6月28日にプリマスより出発し、巡洋艦「エンディミオン」に曳航されて7月15日に現地に到着した。
ガリポリの戦いが終わると、アバクロンビー級4隻のうち「ロバーツ」と「ハヴロック」はイギリスに戻された。2隻は1916年2月14日にリムノス島を離れ、4月にイギリスに戻った。
4月24日のドイツ海軍によるローストフト襲撃を受けて2隻のモニターはローストフトとヤーマスに配備されることとなり、「ロバーツ」はヤーマス配備となった。以後、一時期を除いて終戦までヤーマスにあった。1917年6月にはタイン川で入渠し、そのあと10月に戻るまでテムズ川河口にあった。また、1918年7月にはポーツマスでプロペラ換装が行われた。
戦後の1919年5月26日に除籍。
水中防御構造の試験などに用いられた後、T. W. ウォード社がスクラップとして購入していた客船「マジェスティック」を兵の居住用として取得するための交換用の艦船の一隻として1936年にウォード社に引き渡された。

## 要目
- 排水量（竣工時）：6150トン（満載）、5300トン（軽荷）
- 全長：334フィート6インチ（101.96m）
- 全幅：90フィート2インチ（27.48m）
- 機関：バブコック&ウィルコックス製水管缶2基、スワン・ハンター&ウィガム・リチャードソン社製四気筒三段膨張式機関2基（1800指示馬力）、2軸
- 速力：設計10ノット、公試5.7ノット
- 乗員：士官12名、下士官兵186名
- 兵装
  - 竣工時：14インチ砲2門（連装1基）、12ポンド砲2門、3ポンド高角砲1門、2ポンド高角砲1門、0.303（7.7mm）機銃4挺
  - 終戦時：14インチ砲2門、6インチ高角砲1門、12ポンド高角砲2門、3インチ高角砲1門、3ポンド1門、2ポンド2門
- 出典[11]